# Quadro de medalhas dos Jogos Olímpicos de Verão de 1908

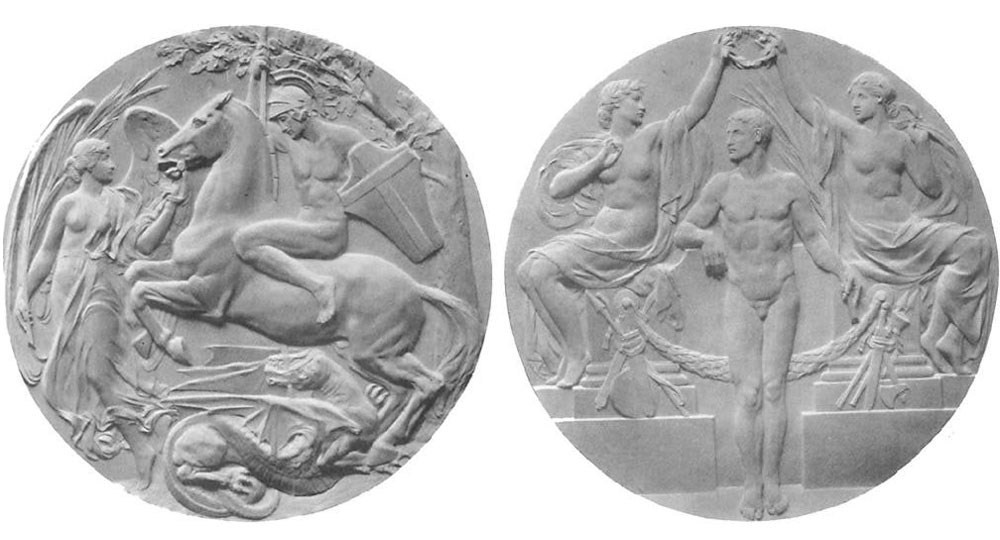
Medalha olímpica para os três primeiros de cada competição (frente e verso)

Os Jogos Olímpicos de Verão de 1908 (também conhecidos como Jogos da IV Olimpíada) foram um evento multiesportivo internacional realizado de 27 de abril a 31 de outubro de 1908, em Londres, Reino Unido. Um total de 2 008 atletas representando 22 nações participaram de 110 eventos em 18 esportes. Saltos ornamentais, hóquei sobre a grama e patinação artística foram disputados pela primeira vez nestes Jogos. Argentina, Suíça e Turquia foram as únicas nações que não ganharam medalhas.
O país anfitrião, o Reino Unido, que tinha, com folga, o maior número de competidores, dominou o quadro de medalhas, conquistando o maior número de medalhas de ouro (56), prata (51) e bronze (39). As 146 medalhas conquistadas nesses Jogos - um grande aumento em relação às duas medalhas conquistadas nos Jogos Olímpicos de Verão de 1904 em St. Louis - ainda são o número mais alto conquistado por uma delegação britânica em qualquer Olimpíada moderna. O sucesso particular foi alcançado pela equipe britânica nos eventos de boxe, onde de quinze medalhas possíveis nas cinco categorias de peso, eles ganharam todas, exceto a medalha de prata dos pesos médios, que foi conquistada por um atleta que competia pela Australásia. Os Estados Unidos terminaram em segundo lugar na classificação de medalhas, colocando apenas 112 atletas em comparação com 676 inscritos pela Grã-Bretanha.
A Australásia foi o nome dado à equipe combinada de atletas da Austrália (fazendo sua quarta participação olímpica) e da Nova Zelândia (competindo pela primeira vez). A equipe anfitriã incluiu vários atletas da Irlanda, na época parte do Reino Unido. Em contraste, a Finlândia, que foi integrada ao Império Russo, competiu em Londres como um país separado.

## Quadro de medalhas

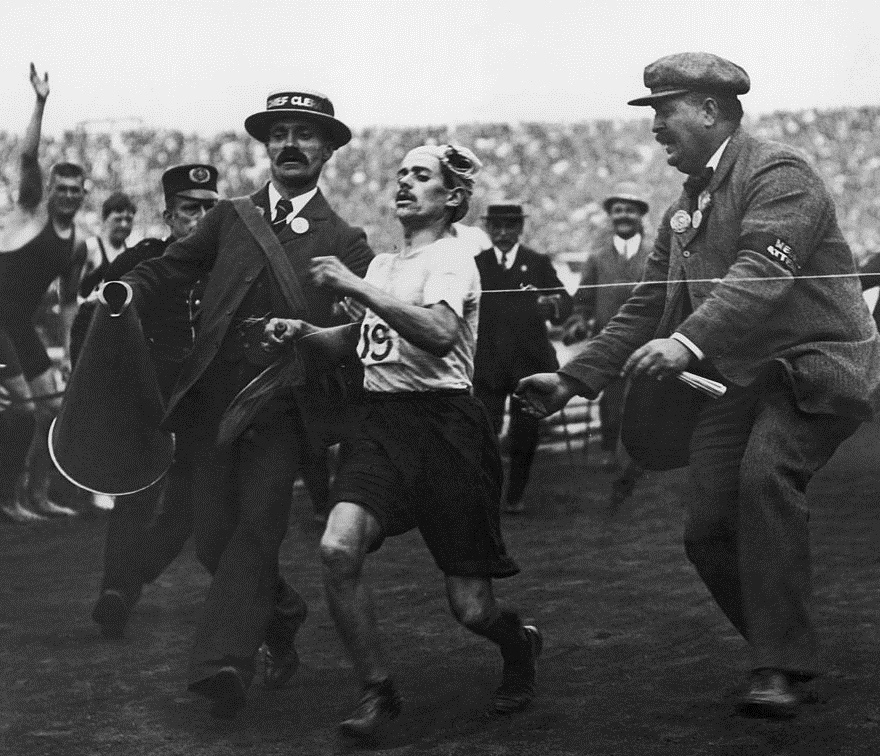
Dorando Pietri, que teria ganhado uma medalha de ouro para a Itália na maratona, mas foi desclassificado após receber assistência dos árbitros durante a corrida, deixando a medalha de ouro para o norte-americano Johnny Hayes.

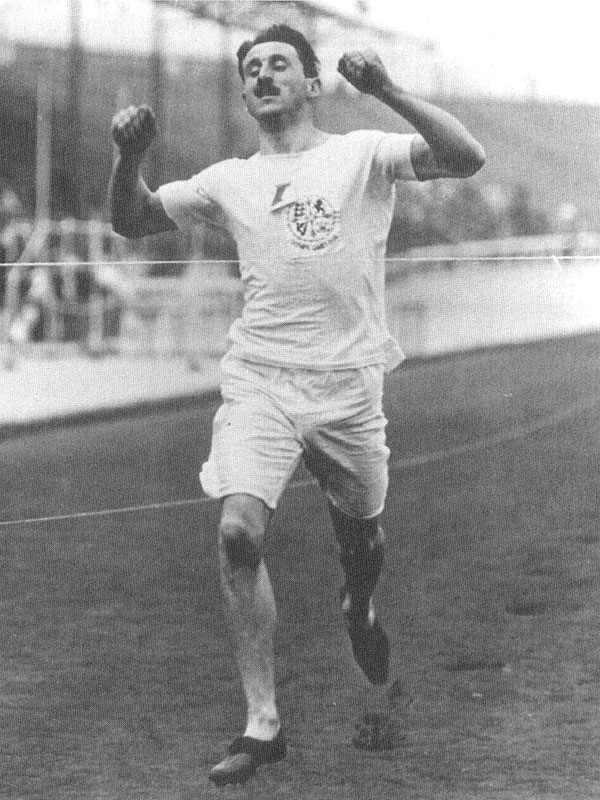
O atleta britânico Wyndham Halswelle, que ganhou a medalha de ouro no único walkover (W.O.) da história olímpica na corrida dos 400 metros masculino, depois que seus competidores norte-americanos se retiraram após uma controversa decisão da arbitragem.

Esta é a tabela completa do quadro de medalhas dos Jogos Olímpicos de Verão de 1908, com base na contagem de medalhas do Comitê Olímpico Internacional (COI). Essas classificações são dadas pelo número de medalhas de ouro conquistadas por um país, em seguida, no caso de empate, é considerado o número de medalhas de prata, persistindo o empate, o número de medalhas de bronze. Havendo empate entre os países nos três critérios, será dada uma classificação igual e eles serão listados em ordem alfabética. Essas informações são fornecidas pelo COI; entretanto, o COI não reconhece ou endossa qualquer sistema de classificação.
| Ordem | País               | Medalha de ouro | Medalha de prata | Medalha de bronze |        |
| ----- | ------------------ | --------------- | ---------------- | ----------------- | ------ |
| 1     | GBR Grã-Bretanha   | 56              | 51               | 39                | 146[a] |
| 2     | USA Estados Unidos | 23              | 12               | 12                | 47     |
| 3     | SWE Suécia         | 8               | 6                | 11                | 25     |
| 4     | FRA França         | 5               | 5                | 9                 | 19     |
| 5     | GER Alemanha       | 3               | 5                | 5                 | 13[a]  |
| 6     | HUN Hungria        | 3               | 4                | 2                 | 9      |
| 7     | CAN Canadá         | 3               | 3                | 10                | 16     |
| 8     | NOR Noruega        | 2               | 3                | 3                 | 8      |
| 9     | ITA Itália         | 2               | 2                |                   | 4      |
| 10    | BEL Bélgica        | 1               | 5                | 2                 | 8      |
| 11    | ANZ Australásia    | 1               | 2                | 2                 | 5      |
| 12    | RU1 Império Russo  | 1               | 2                |                   | 3      |
| 13    | FIN Finlândia      | 1               | 1                | 3                 | 5      |
| 14    | RSA África do Sul  | 1               | 1                |                   | 2      |
| 15    | GRE Grécia         |                 | 3                |                   | 3[b]   |
| 16    | DEN Dinamarca      |                 | 2                | 3                 | 5      |
| 17    | BOH Boêmia         |                 |                  | 2                 | 2      |
| 17    | NED Países Baixos  |                 |                  | 2                 | 2      |
| 19    | AUT Áustria        |                 |                  | 1                 | 1      |
| TOTAL | TOTAL              | 110             | 107              | 107               | 324    |

      Nação anfitriã (Grã-Bretanha)